# Japan Marine United
Japan Marine United (JMU, «Джапан Марин Юнайтед», яп. ジャパン マリンユナイテッド) — японская судостроительная корпорация, вторая по величине в стране после Imabari Shipbuilding. Проектирует, изготавливает, поддерживает жизненный цикл, покупает и продаёт торговые суда, военно-морские и сторожевые корабли, строит сооружения в открытом море и занимается инжинирингом. Основана 1 января 2013 года при слиянии Universal Shipbuilding Corporation и IHI Marine United Inc., одних из лидеров судостроительной промышленности Японии. Доля инвесторов: JFE Holdings 45,93 %, IHI Corporation 45,93 %, Hitachi Zosen Corporation 8,15 %. Компании принадлежат 7 судостроительных предприятий, научно-исследовательский центр. Общая численность занятых работников 27 тысяч человек. Штаб-квартира находится в здании Yokohama Blue Avenue Building в Минато-Мирай 21 в городе Иокогама. Имеет представительства в Европейском союзе, Нидерландах, Сингапуре и Китае. Президент и CEO Котаро Тиба. Представительный директор Исикава Хироки (石川 寛樹).
Компании JMU принадлежат 3 из 12 предприятий в Японии, выполняющих военные заказы. Является одной из восьми компаний судостроительной отрасли военной промышленности Японии.

## История

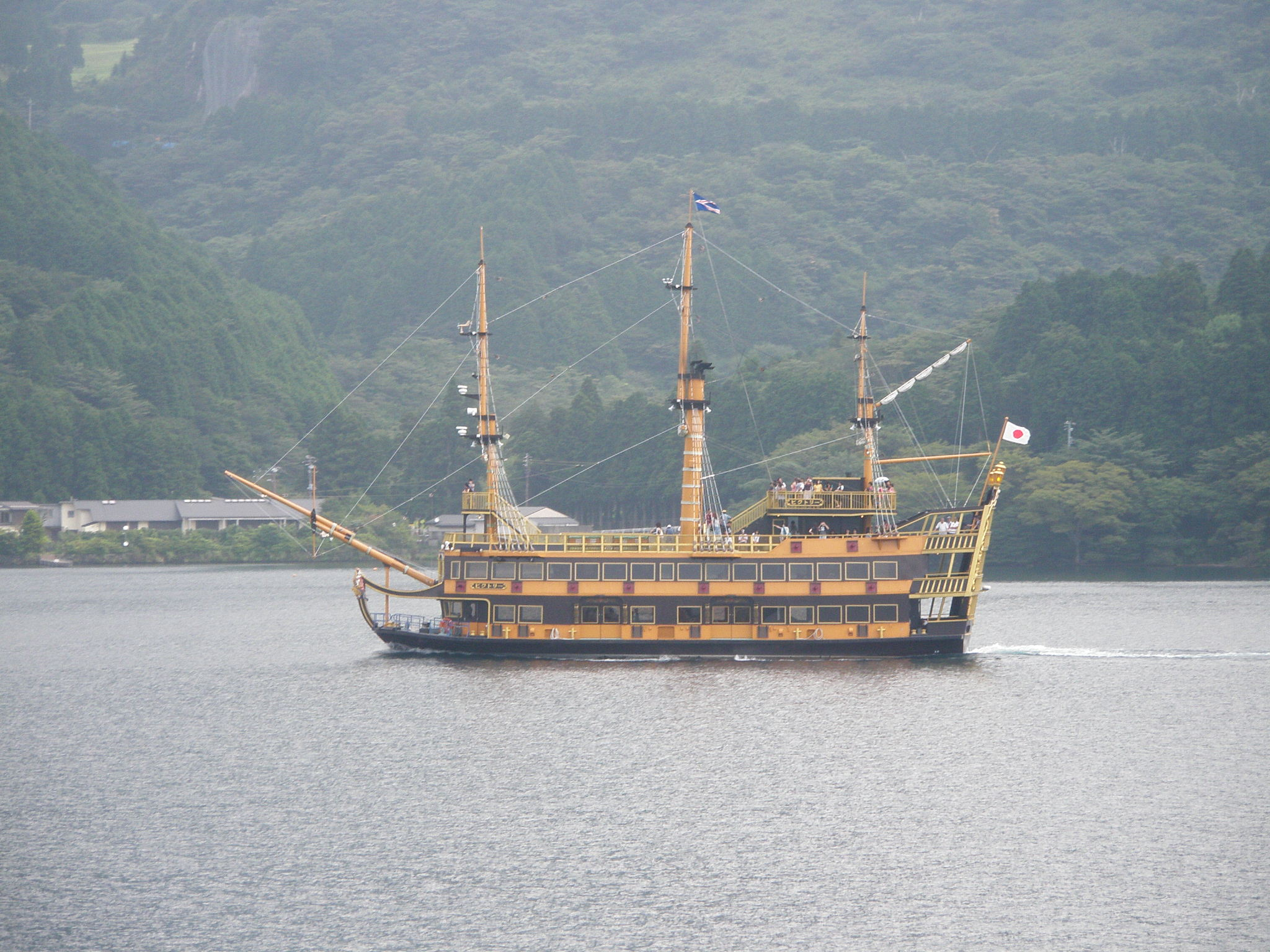
Реплика корабля HMS Victory (1765) на озере Аси, построенная в 2007 году

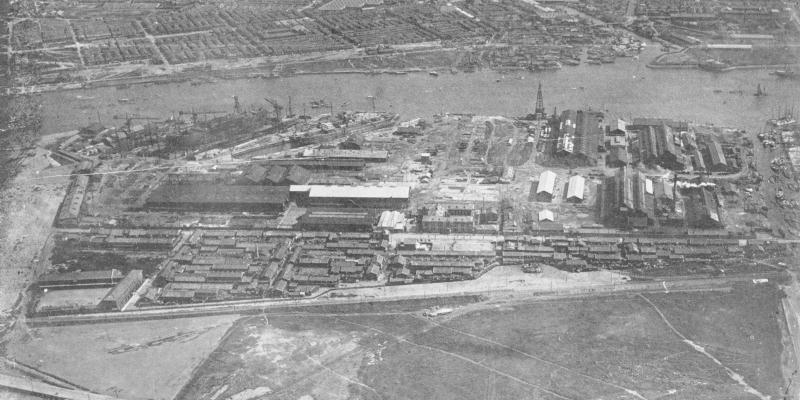
Судостроительное предприятие Osaka Iron Works в 1935 году в Сакурадзиме в Осаке

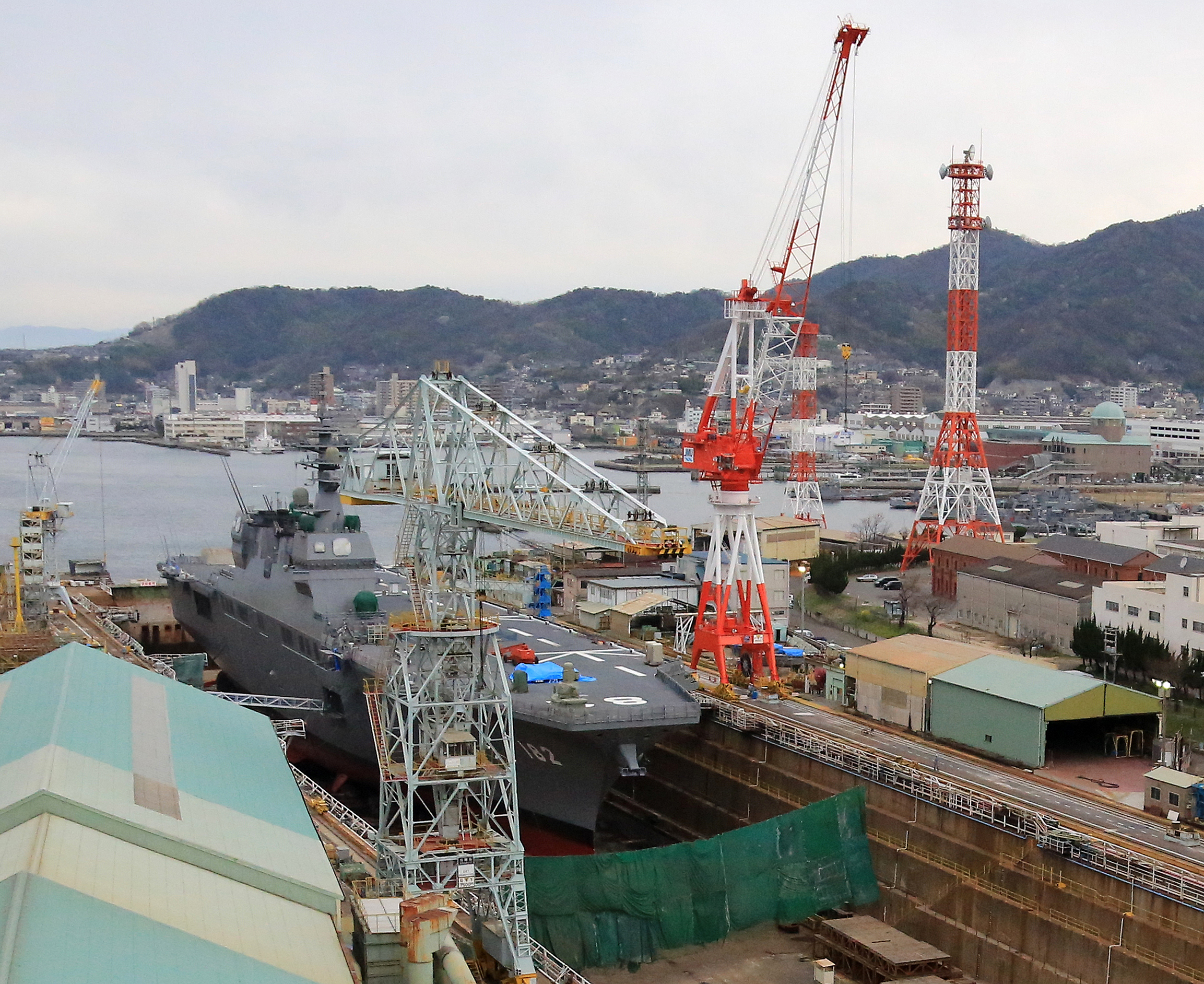
Эскадренный миноносец-вертолётоносец JS Ise в сухом доке № 4 предприятия Kure Shipyard («Куре кодзё») в Куре

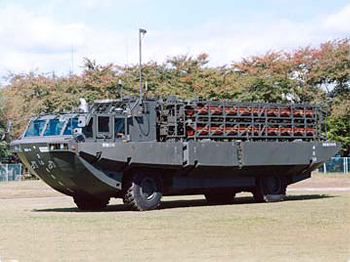
Автомобиль-амфибия (минный заградитель)

В 1853 году была основана компания Ishikawajima Shipyard. В 1881 году британский предприниматель Эдвард Хантер (Edward H. Hunter) основал судостроительную компанию Osaka Iron Works в Осаке. В 1888 году основана компания Sumitomo Machinery, дочерняя компания Sumitomo Group. В 1893 году компания Ishikawajima Shipyard переименована в Ishikawajima Shipbuilding & Engineering Co., Ltd. В 1893 году основана компания Uraga Dock Co. В 1898 году компания Osaka Iron Works переместилась в район Осаки Сакурадзима. В 1907 году основана компания Harima Dock Co., Ltd. В 1912 году создана компания Nippon Kokan Ltd.. В 1916 году основана компания Yokohama Dockyard, переименованная в Asano Dockyard. В 1929 году компания Harima Dock Co., Ltd. переименована в Harima Shipbuilding & Engineering Co., Ltd. В 1936 году компания Asano Dockyard переименована в Tsurumi Iron Works Dockyard. В 1940 году произошло слияние компании NKK и Tsurumi Iron Works Dockyard. В 1941 году основана компания Nagoya Shipbuilding Co., Ltd. В 1943 году компания Osaka Iron Works переименована в Hitachi Zosen. В 1945 году компания Ishikawajima Shipbuilding & Engineering Co., Ltd. переименована в Ishikawajima Heavy Industries. В 1954 году в результате отделения от Harima Shipbuilding & Engineering Co., Ltd. была основана Kure Shipbuilding & Engineering Co., Ltd. В 1960 году при слиянии компаний Ishikawajima Heavy Industries и Harima Shipbuilding & Engineering создана компания Ishikawajima-Harima Heavy Industries (IHI). В 1964 году компании Nagoya Shipbuilding Co., Ltd. и IHI слились. В 1968 году компании Kure Shipbuilding & Engineering Co., Ltd. и IHI слились. В 1969 году при слиянии компаний Sumitomo Machinery Co., Ltd. и Uraga Heavy Industries Co., Ltd. создана Sumitomo Heavy Industries. В 1988 году компания Nippon Kokan переименована в NKK. В 1995 году при слиянии судостроительного подразделения IHI и подразделения военно-морских кораблей Sumitomo Heavy Industries создана компания Marine United (MU). В 2002 году судостроительное и производство сооружений в море IHI отделились и компания Marine United переименована в IHI Marine United (IHI MU). В 2002 году при консолидации судостроительных подразделений компаний Hitachi Zosen Corporation и NKK (ныне JFE Holdings) создана компания Universal Shipbuilding Corporation. В 2013 году при консолидации компаний Universal Shipbuilding Corporation и IHI Marine United создана компания Japan Marine United.

## Продукция

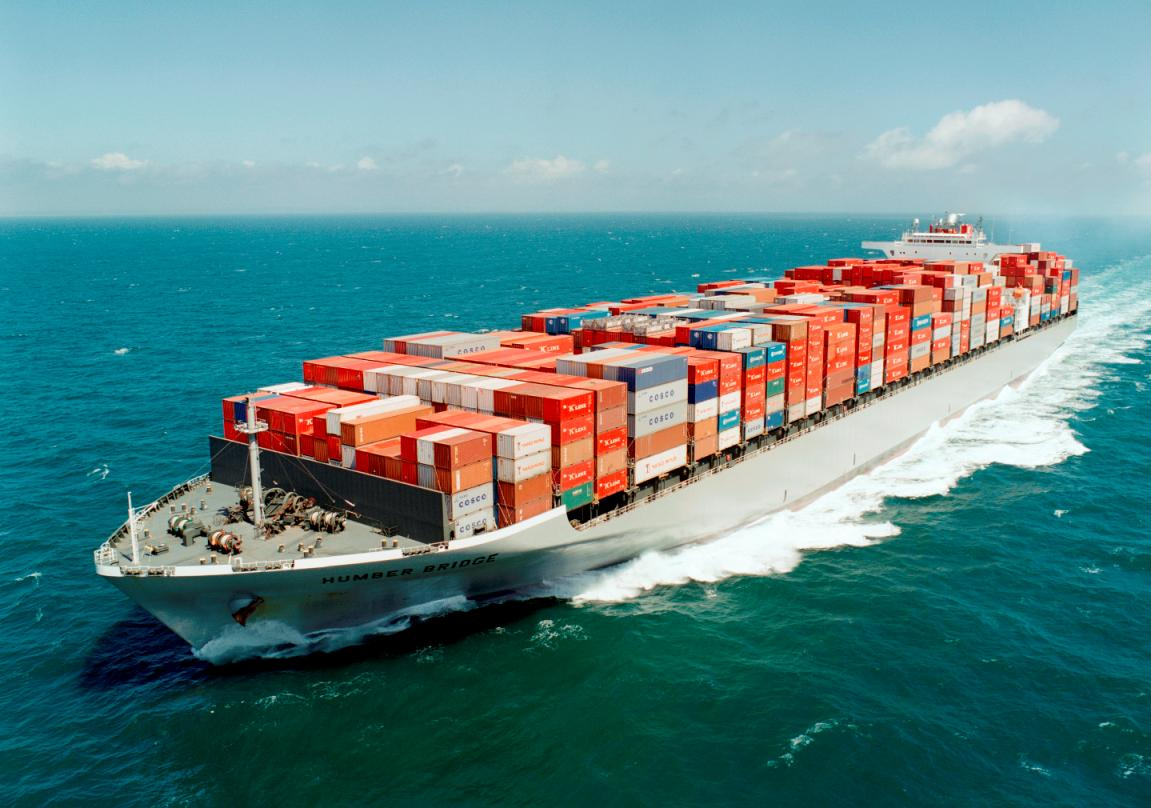
Контейнеровоз Humber Bridge, построенный в 2006 году предприятием Kure Shipyard («Куре кодзё») в Куре

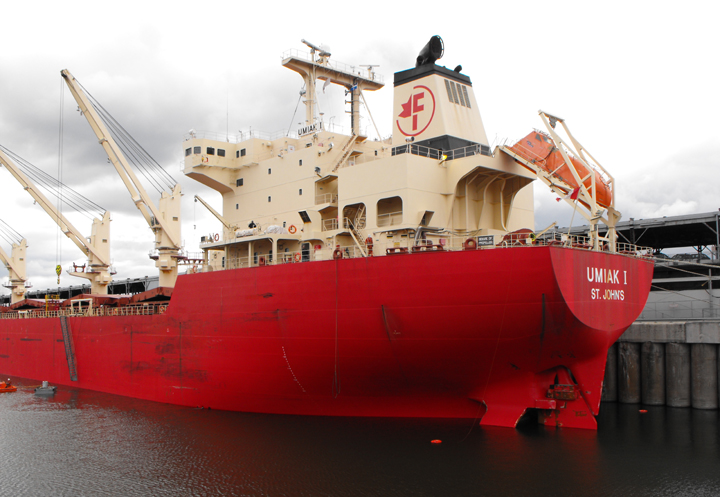
Ледокол-балкер Umiak I, построенный в 2006 году на Maizuru Shipyard («Майдзуру дзигё») в Майдзуру

Продукция JMU включает, среди прочих торговых судов, танкеры, балкеры, контейнеровозы, газовозы (сжиженных углеводородных газов, сжиженного природного газа) и паромы. Корпорация JMU строит сооружения в море для шельфовой добычи нефти и газа, платформы для морских ветряных электростанций, а также морские вспомогательные суда и различные типы рабочих судов.
Собственной разработкой компании JMU являются контейнеровозы на сжиженном природном газе. Запас топливного сжиженного природного газа хранится в криогенных танках типа SPB (Self Supporting Prismatic shape IMO Type B).
В 1966 году корпорация JMU построила первый в мире VLCC Idemitsu Maru — крупнотоннажный танкер 3 класса (209 тыс. т дедвейт). Разработала суда типа Malaccamax («Малаккамакс») — нефтеналивные танкеры, транспортирующим сырую нефть из районов Персидского залива в Китай через Малаккский пролив.
Корпорация JMU строит морские буровые установки, нефтяные платформы, плавучие установки для добычи, хранения и отгрузки нефти (FPSO) и другие сооружения в море, а также суда для их обеспечения, включая килекторы, суда обеспечения нефтяных платформ (PSV) и океанские буксиры.
Корпорация JMU производит автомобили-амфибии (минные заградители) для Сухопутных сил самообороны Японии.

## Суда для советского морского флота
В 1959 году на предприятии Sakurajima Shipyard компании Hitachi Zosen были построены для СССР две рыбоперерабатывающие плавбазы «Ламут» и «Николай Исаенко», приписанные к портам Петропавловска-Камчатского и Находки, на которых вырабатывалась солёная продукция. Суда имели рефрижераторные трюмы и механизированные линии для дообработки сельди-полуфабриката.
В 1959 году в состав Тихоокеанского флота вошли два малых разведывательных корабля «Днестр» («Протрактор») и «Днепр» («Измеритель»), построенные на предприятии Sakurajima Shipyard компании Hitachi Zosen как тунцеловы.
В 1961—1964 гг. по заказу Министерства морского флота СССР на предприятии Sakurajima Shipyard компании Hitachi Zosen были построены 8 сухогрузных судов типа «Омск» для Дальневосточного морского пароходства, грузоподъемностью 12,4 тысяч т, скоростью 18 узлов. Для Новороссийского морского пароходства на предприятии Aioi Shipyard компании IHI в Аиои была построена серия танкеров типа «Лисичанск» грузоподъемностью 35 тысячи т дедвейт, скоростью около 18 узлов.

## Судостроительные предприятия
Компании Japan Marine United принадлежат следующие предприятия:
- Научно-исследовательский центр в Цу
- Научно-исследовательский центр в Иогомаме
- Ariake Shipyard («Ариакэ дзигё», Ариакэ[англ.]*, Нагасу, Тамана, Кумамото) имеет мощности: 2 сухих дока.
- Kure Shipyard («Куре кодзё», Куре, Хиросима) имеет мощности: 2 сухих дока, 1 ремонтный док.
- Tsu Shipyard («Цу дзигё», Цу, Мие) имеет мощности: 1 сухой док, 1 ремонтный док.
- Maizuru Shipyard («Майдзуру дзигё», Майдзуру, Киото) ранее принадлежало компании Hitachi Zosen («Хитати Дзосэн»), выполняет военные заказы и имеет мощности: 1 стапель, 1 сухой док, 1 ремонтный док.
- Yokohama Shipyard Isogo Works («Исого кодзё», Исого[англ.] Иокогама) выполняет военные заказы и имеет мощности: 1 стапель, 2 ремонтных дока, 1 плавучий док.
- Yokohama Shipyard Tsurumi Works («Цуруми кодзё», Цуруми[англ.], Иокогама) выполняет военные заказы и имеет мощности: 2 сухих дока, 2 ремонтных дока, 2 плавучих дока
- Innoshima Works («Инносима дзигё», остров Инносима[яп.], Ономити, Хиросима) — ремонтное предприятие, имеет мощности: 3 ремонтных дока.

## Ariake Shipyard

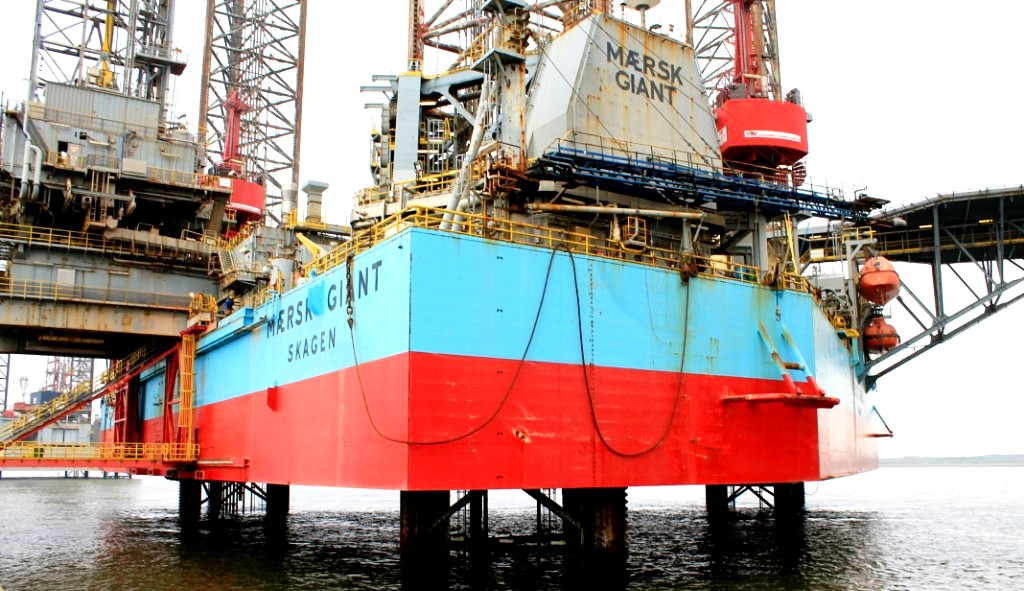
Самоподъёмная буровая установка Maersk Giant, построенная в 1986 году в Ariake Shipyard («Ариакэ дзигё») в Нагасу

Верфь Ariake Shipyard («Ариакэ дзигё») в Ариакэ (Кумамото) занимает территорию общей площадью 1,07 млн квадратных метров. Оборудована сухими доками вместимостью 167 000 т (650×85 м) и на 161 000 т (420×85 м), двумя мостовыми кранами грузоподъемностью по 700 т, двумя достроечными причалами. Выпускает крупнотоннажные танкеры (VLCC) дедвейтом до 300 000 т и балкеры.

## Верфь Куре

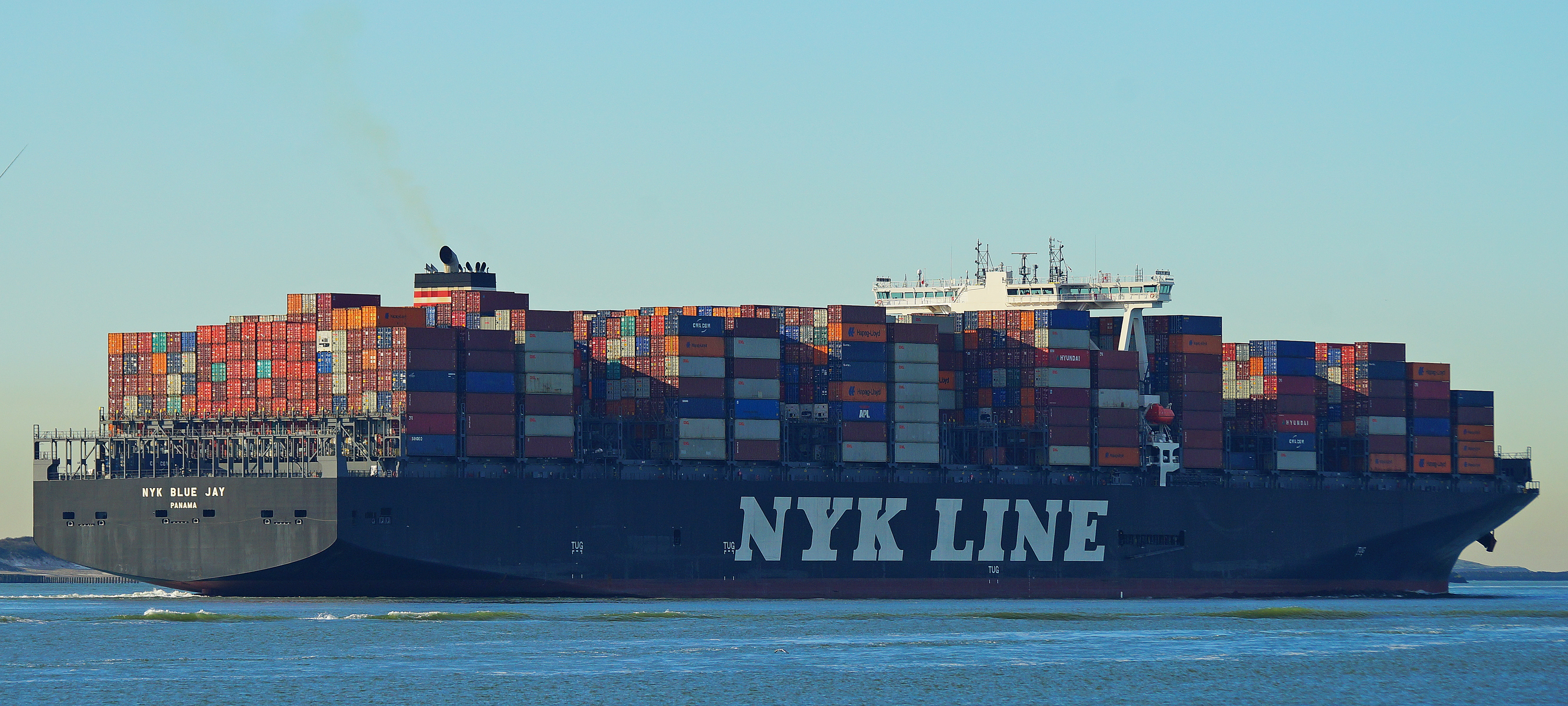
Контейнеровоз NYK Blue Jay, построенный в 2016 году предприятием Kure Shipyard («Куре кодзё») в Куре

Верфь Kure Shipyard («Куре кодзё») в городе Куре (Хиросима) в прошлом принадлежала компании IHI и занимает площадь 389,5 тысяч квадратных метров. Оборудована сухими доками вместимостью 170 000 т (487,8×76,8 м) и 114 000 т (321,4×62,4 м), ремонтным доком (331,3×42,7 м), а также ремонтными и достроечными причалами. Среди её продукции контейнеровозы, крупнотоннажные танкеры (VLCC) дедвейтом до 300 000 т, балкеры. Верфь также способна проводить ремонт военных кораблей.

## Верфь в Цу

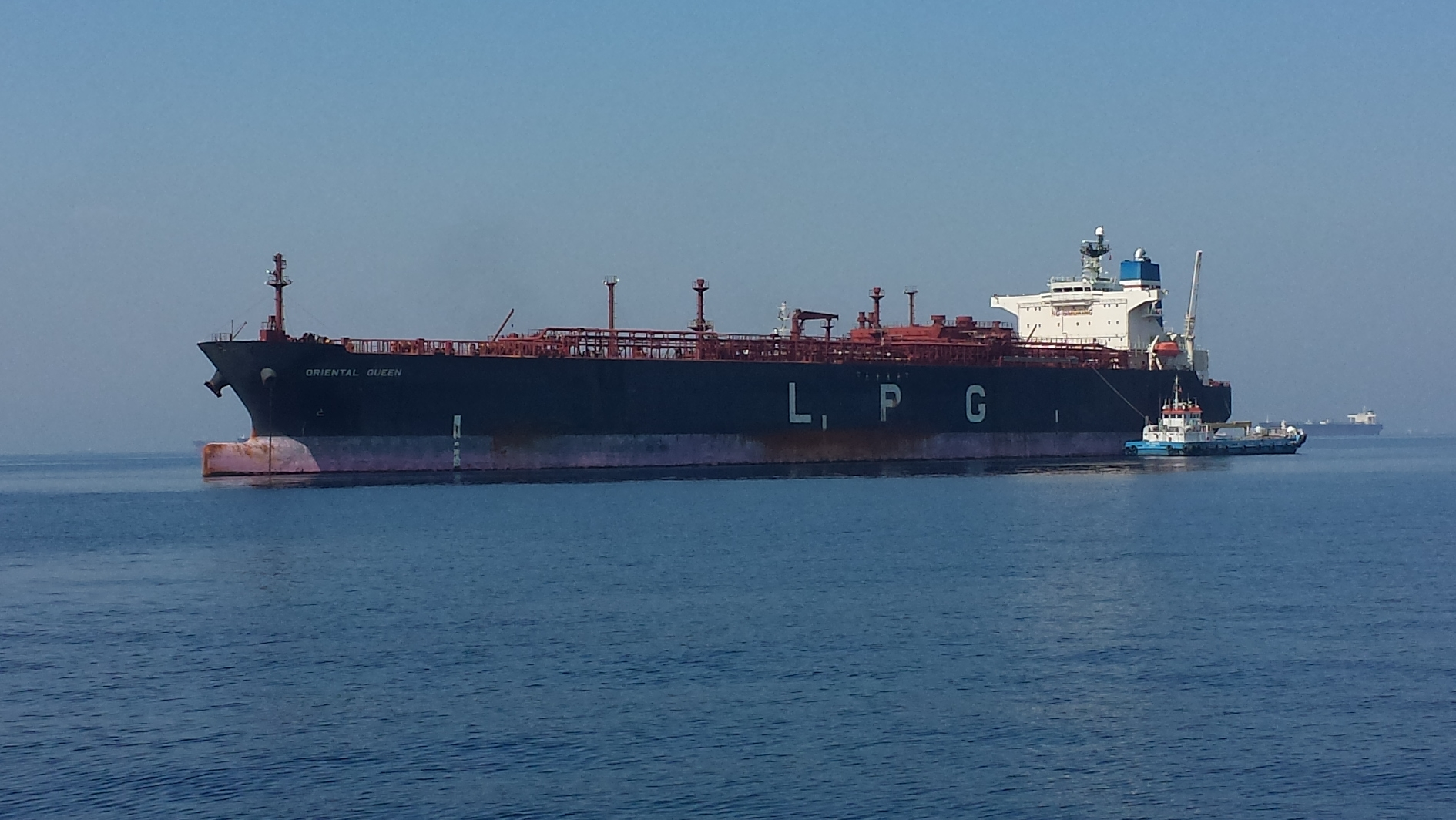
Газовоз Oriental Queen, построенный в 2004 году компанией Universal Shipbuilding Corporation в Tsu Shipyard («Цу дзигё») в Цу

Верфь Tsu Shipyard («Цу дзигё») в городе Цу (Мие) в прошлом принадлежала Universal Shipbuilding Corporation («Юнивёрсал дзосэн»). Оборудована сухим доком на 235 000 т (500,0×75,0×11,7 м) и ремонтным доком на 350 000 т (500,0×75,0 м), а также достроечным причалом. Здесь выпускаются балкеры и крупнотоннажные танкеры (VLCC) дедвейтом до 300 000 т, проводится ремонт их основных узлов.

## Maizuru Shipyard

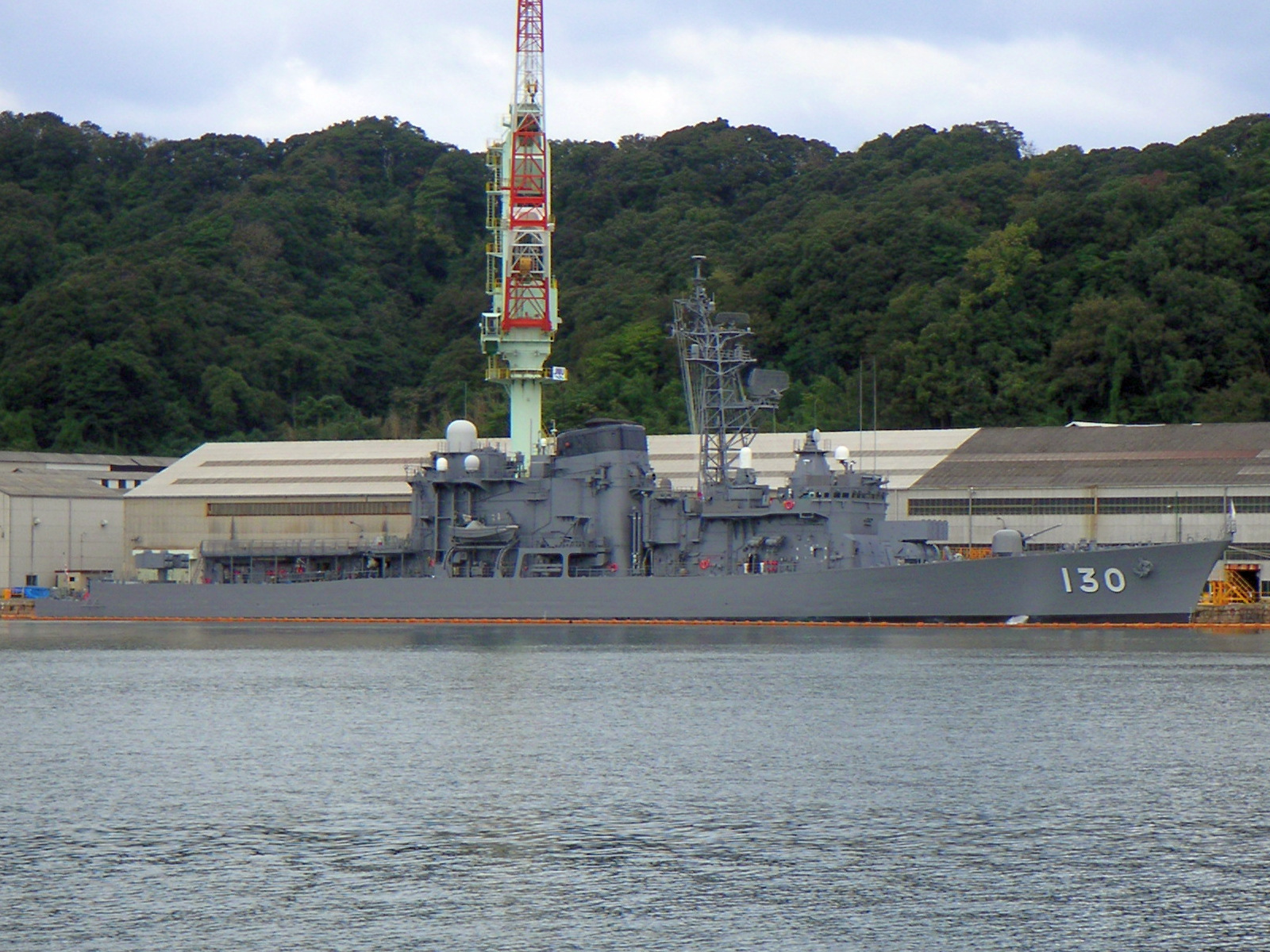
Эскадренный миноносец типа «Хацуюки» JS Matsuyuki в Maizuru Shipyard («Майдзуру дзигё») в Майдзуру

Верфь Maizuru Shipyard («Майдзуру дзигё») в городе Майдзуру (Киото) в прошлом принадлежала Universal Shipbuilding Corporation («Юнивёрсал дзосэн»). Оборудована сухим доком на 40 400 т (207×28 м), ремонтным доком на 43 000 т (245×33 м), строительным стапелем на 21 000 т (172×36 м), достроечными и ремонтными причалами. Предприятие производит балкеры, боевые корабли, транспорты снабжения, а также проводит капитальный ремонт кораблей.

## Yokohama Shipyard Isogo Works

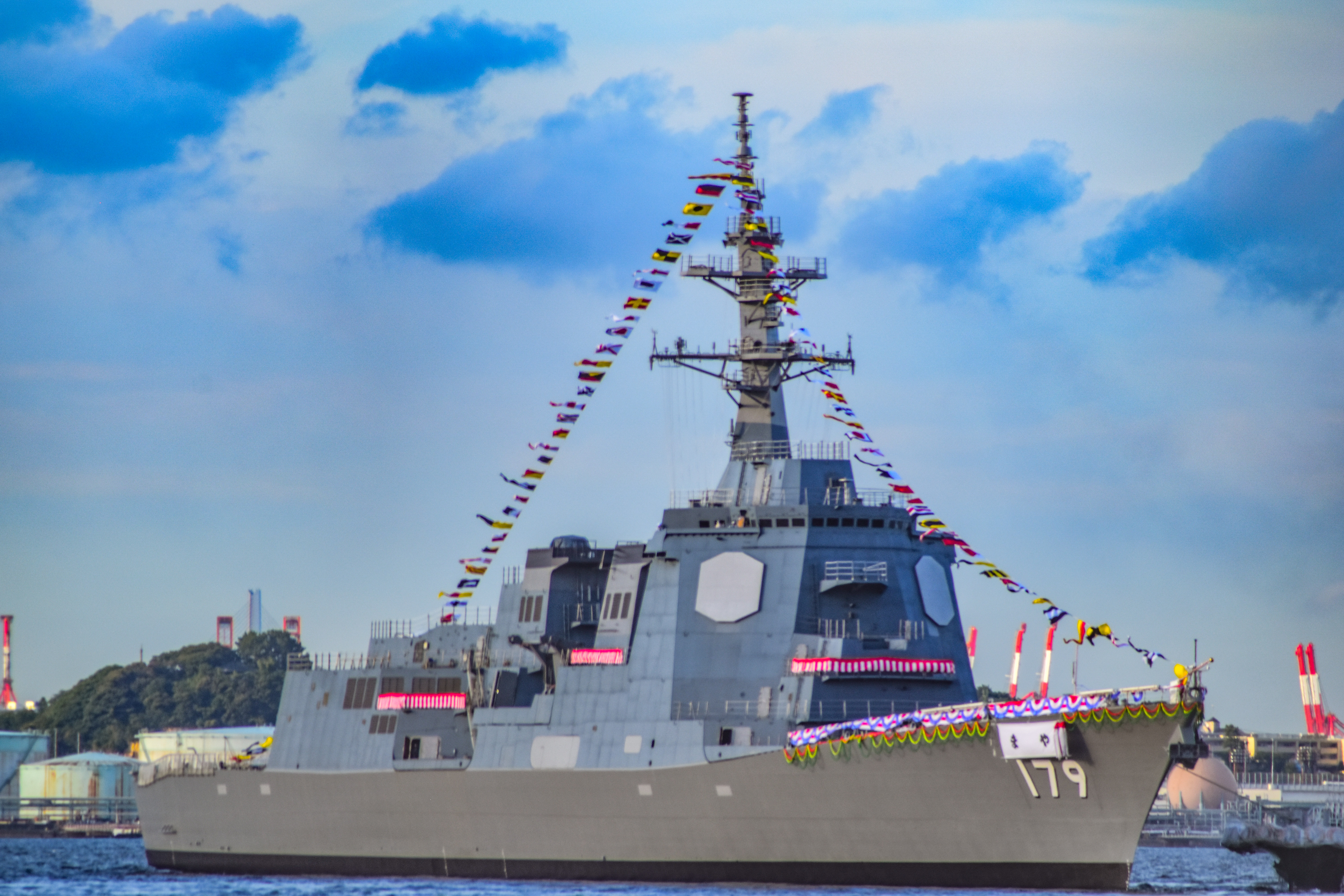
Эскадренный миноносец JS Maya, построенный на предприятии Yokohama Shipyard Isogo Works («Исого кодзё») в Иокогаме

Верфь Yokohama Shipyard Isogo Works («Исого кодзё») в городе Иокогама (Канагава) в прошлом принадлежала компании Universal Shipbuilding Corporation («Юнивёрсал дзосэн»). Оборудована строительным стапелем на 7600 т (150×20 м), ремонтным доком на 27 300 т (177,7×35,0 м), ремонтным доком на 7600 т (90×20 м), плавучим доком на 7900 т (135×22 м). Производит суда технического флота, тральщики и патрульные катера, эскадренные миноносцы с управляемым ракетным оружием (эсминцы УРО) типа «Майа».

## Yokohama Shipyard Tsurumi Works
Верфь Yokohama Shipyard Tsurumi Works («Цуруми кодзё») в городе Иокогама (Канагава) в прошлом принадлежала компании IHI и производит контейнеровозы и балкеры, эскадренные миноносцы-вертолётоносцы типа «Хюга», эскадренные миноносцы-вертолётоносцы типа «Идзумо», тральщики типа «Эносима» (MSC), сторожевые корабли типа «Токара». Оборудована сухим доком на 85 000 т (326,0×45,7 м), сухим доком на 10 400 т (417,0×56,0 м), ремонтным доком на 32 100 т (325,8×45,7 м), ремонтным доком на 114 000 т (417,0×56,0 м), плавучим доком на 50 000 т (250,0×43,0 м), плавучим доком на 31 000 т (167,7×36,0 м) и достроечными причалами.

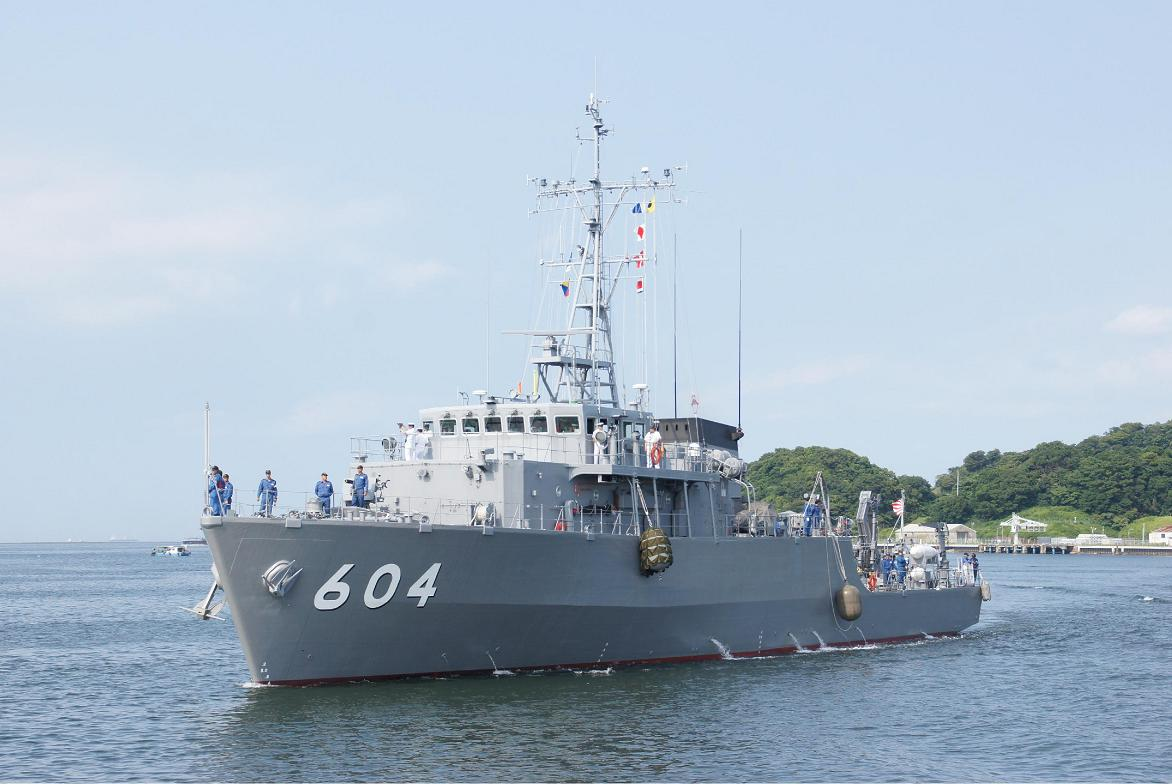
Тральщик JS Enoshima[яп.], построенный на предприятии Yokohama Shipyard Tsurumi Works («Цуруми кодзё») в Иокогаме в 2012 году
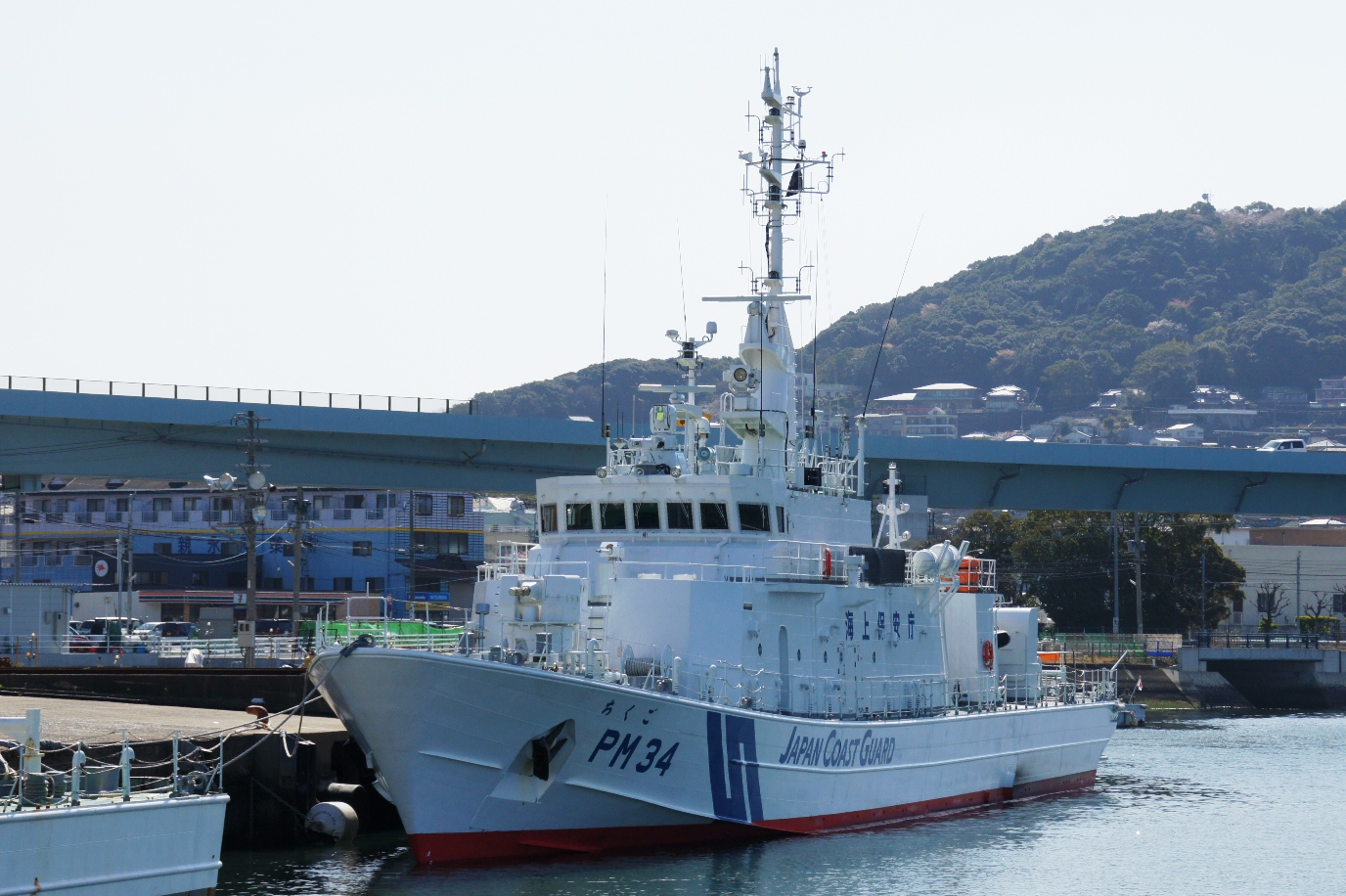
Сторожевой корабль типа «Токара» (PM34)[яп.], построенный на предприятии Yokohama Shipyard Tsurumi Works («Цуруми кодзё») в Иокогаме в 2010 году
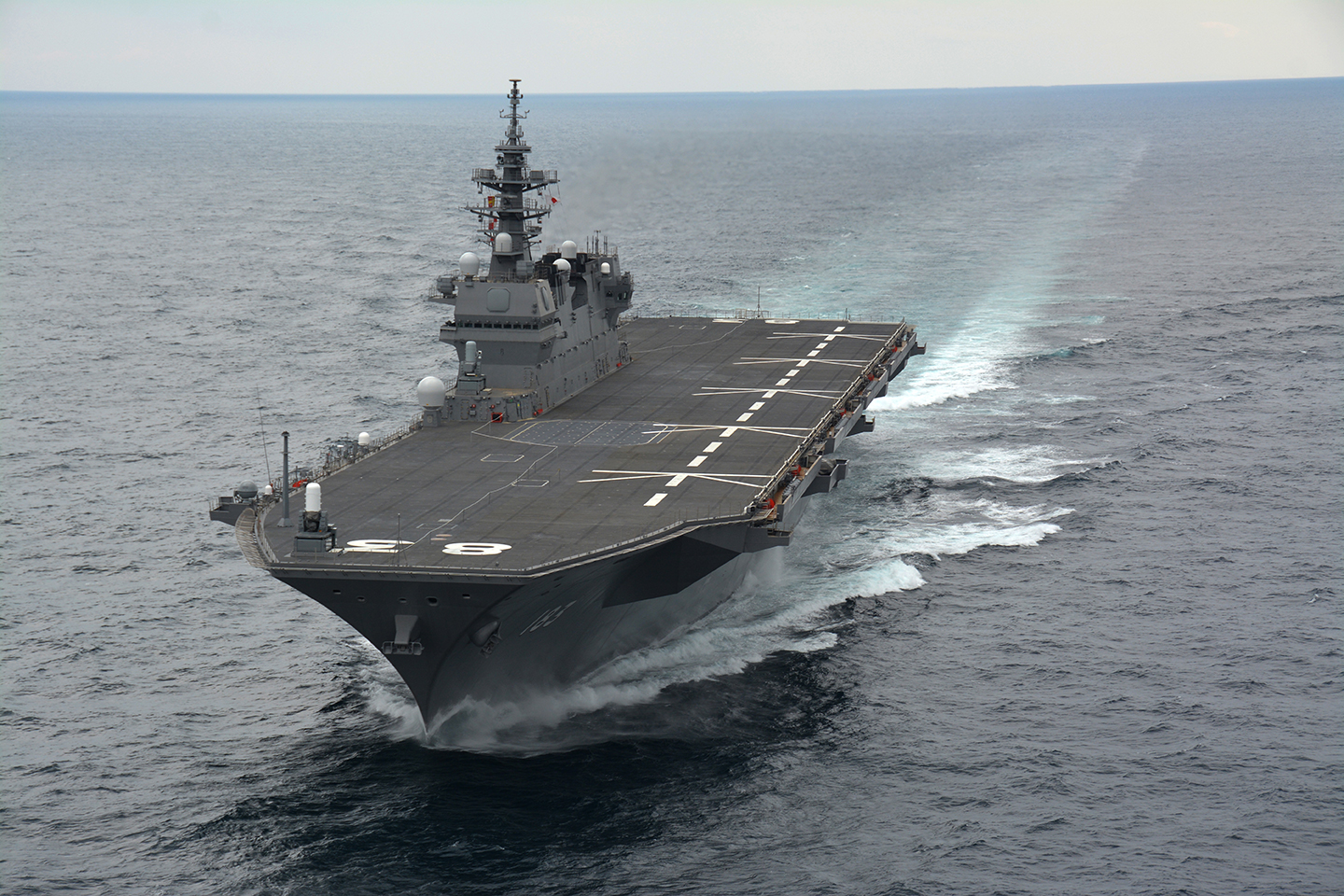
Эскадренный миноносец-вертолётоносец «Идзумо», построенный на предприятии Yokohama Shipyard Tsurumi Works («Цуруми кодзё») в Иокогаме в 2015 году

## Innoshima Works
Верфь Innoshima Works («Инносима дзигё») на острове Инносима в городе Ономити (Хиросима) выполняет только судоремонтные работы. Оборудована ремонтным доком на 16 000 т (175,0×25,1 м), ремонтным доком на 79 000 т (282,5×46,5 м), ремонтным доком на 69 000 т (260,0×56,7 м).